# Месечар (календар)
Месечар је шаљиви и забавни календар за годину 1860. издат у Новом Саду.

## Историјат
Димитрије Михајловић звани "Барон Мита" је 1860. године у Новом саду издао шаљиви лист у свескама Месечар. Да би објављивао лист у "частицама", како га је назвао, он је морао да се задужује. Остао је без укупне имовине, па чак и кревета на ком је спавао, те је почетком 1862. године "на патосу" и умро.
Примерци овог листа нису сачувани. Бројеви листа су завршили као пак-папир за паковање робе широке потрошње. Захваљујући Змајевој пародији "Чемер-дека, Пелен-бака", о овом листу су писали: Љубомир Недић, Јован Скерлић, Лаза Костић, Илија Огњановић Абуказем, Антоније Хаџић, Ђорђе Поповић Даничар, Васа Стајић, Трива Милитар, Младен Лесковац.

### Тематика
- Досетке
- Шале
- Анегдоте
- Забавни чланци

Могуће је да је овај месечни шаљиви лист доносио редовно и енигматику.

### Периодичност излажења
Током године је излазио у "6 частица" и то крајем сваког другог месеца.

### Место и година издавања
Нови Сад, 1860.

### Оглас оМесечару
Из Огласа у "Српском дневнику" (Нови Сад, 1960) сазнајемо да је Месечар био „шаљиви и забавни календар за 1860“ који је "преко године излазио у 6 частица" и то "с концем свакога другог месеца“. Тако да је свако годиште имало "6 частица" или како га је "издатељ" назвао - "један цео егземплар".
Текст огласа:
```
Цена за један цео егземплар, или свих 6 частица за целу годину 1 фр.50кр. - Кои скупи 12 пренумераната и пошаље готове новце, тај      добија 1 цео егземплар и 1 фр.50кр. - Кои 20 пренумераната са готови новци пошаље, добија 1 цео егземп. и 4 фр. и 50кр. А вр. готова   новца одма. За награду. - Пренумеранти се, са неплаћеним писмом са готови новци, може сваки свагда, у Новом Саду код Карла Ханца, књижара - и код самог издатељ. 
Месечара
...- А из књажев. Србије могу се у Београду код г. Петра Стефановића, приват. учитеља, на Теразија, у кући Андрије Боршиновића, са предплатом уписати.- Трећа частица изашла!"Месец мај и јуни" и у којој наодећу се загонетку ако од гг. пренумерата кои погоди, и на уручено време јави се, као што оглас загонетке опредељује, - таковом погађачу даје издатељ (Димитрије Михајловић звани Барон Мита) "награду у кљигама или другом чему!!"
```

## Сарадници
Познато је да је у трећој свесци Јован Јовановић Змај објавио своју пародију "Чемер-дека, Пелен-бака". То је пародија на песму Јована Суботића "Сабље-момче, Цвет-девојче".